# سليمان بن عبد الله بن طاهر
سليمان بن عبد الله بن طاهر والٍ طاهري في ظل الخلافة العباسية. كان آخر وال على طبرستان، وحكمها حتى أطاحت به ثورة الحسن بن زيد في عام 864م، ثم واليًا على بغداد والسواد في عام 869م، وهو المنصب الذي شغله حتى وفاته في عام 879.

## ولاية طبرستان
سليمان هو ابن عبد الله بن طاهر، والي مصر ثم خراسان من عام 828 حتى عام 845. ذكر ابن اسفنديار ، فقد أن سليمان أصبح واليًا على طبرستان إما في عام 851 أو 854، لكن وقع سليمان تحت تأثير وزيره محمد بن أوس البلخي، الذي استطاع أن يعين أفراد عائلته على مدن وأقضية الولاية، حيث تعاملوا مع الناس بطريقة قاسية بالضرائب المفرطة والاستبداد.
تسبب سوء حكم الطاهريين في طبرستان إلى دعم ثورة الحسن بن زيد، والذي حصل على دعم من أهل طبرستان وكذلك الديلميين. وهزم ابن أوس، ثم تمكن من دخول آمُل في نوفمبر 864 ثم ساروا إلى ساري، مقر سليمان. وتمكن من التسلل ودخول ساري دون معارضة. ثم ترك سليمان طبرستان وذهب إلى جرجان، وسيطر الحسن على الولاية.
وبعد هروبه إلى جرجان، أعاد سليمان تجميع قواته وطلب التعزيزات من ابن أخيه محمد بن طاهر، والي خراسان. ثم عاد إلى طبرستان وانتصر على الثوار عام 865، لكن سرعان ما انقلبت الأحوال مرة أخرى، وبعد هزيمة جديدة فر مرة أخرى إلى جورجان. حاول إطلاق حملة أخرى ضد الثوار، ولكن فشلت الحملة.

## ولاية بغداد
في عام 869 توجه سليمان إلى العراق، وامتثل أمام الخليفة المعتز في سامراء. وأصبح صاحبًا لشرطة بغداد والسواد ثم واليًا خلفاً لأخيه عبيد الله بن عبد الله بن طاهر.
عارض أهل بغداد خبر تنازل المعتز عن العرش بالقوة وتولي المهتدي الحكم في يوليو 869، وطالبوا ببيعة أبي أحمد الموفق بالله بن المتوكل بدلاً منه، ولم يدعوا على المنابر للمهتدي إلا بعد فترة من العنف. كما عانى سليمان من نقص الأموال المتاحة، ووجد صعوبة في تلبية مطالب الجنود في دفع رواتبهم. ثم اندلعت منافسة بين القادة البغداديين ومحمد بن أوس، الذي كان مسؤولاً عن القوات التي جاءت مع سليمان من خراسان والري، مما زاد الأمور تعقيدًا في المدينة.
توفي سليمان في 879م، وخلفه عبيد الله بن عبد الله.